# Lasioglossum mestrei
Lasioglossum mestrei är en biart som först beskrevs av Baker 1906.  Lasioglossum mestrei ingår i släktet smalbin, och familjen vägbin. Inga underarter finns listade i Catalogue of Life.

## Bildgalleri

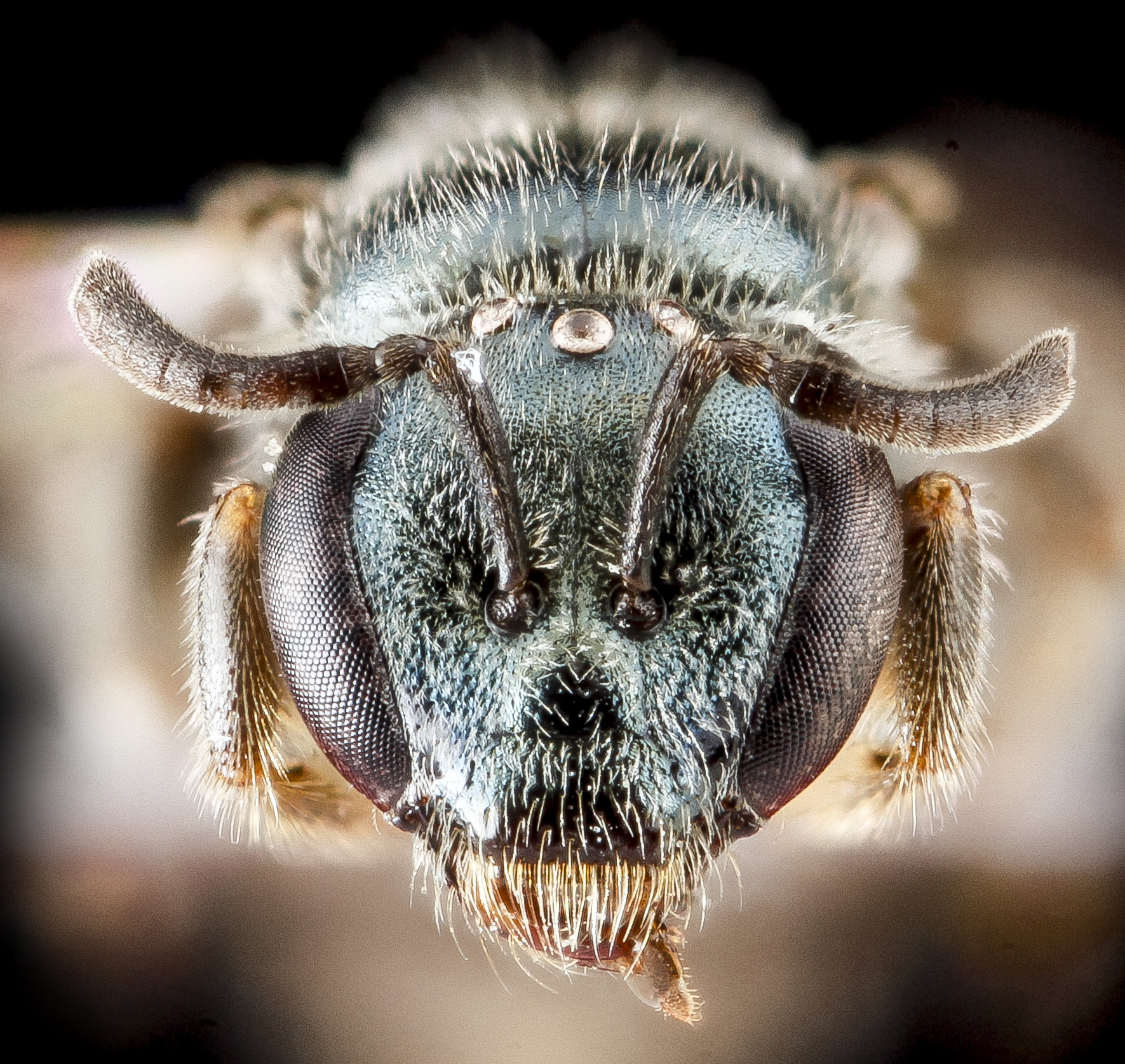
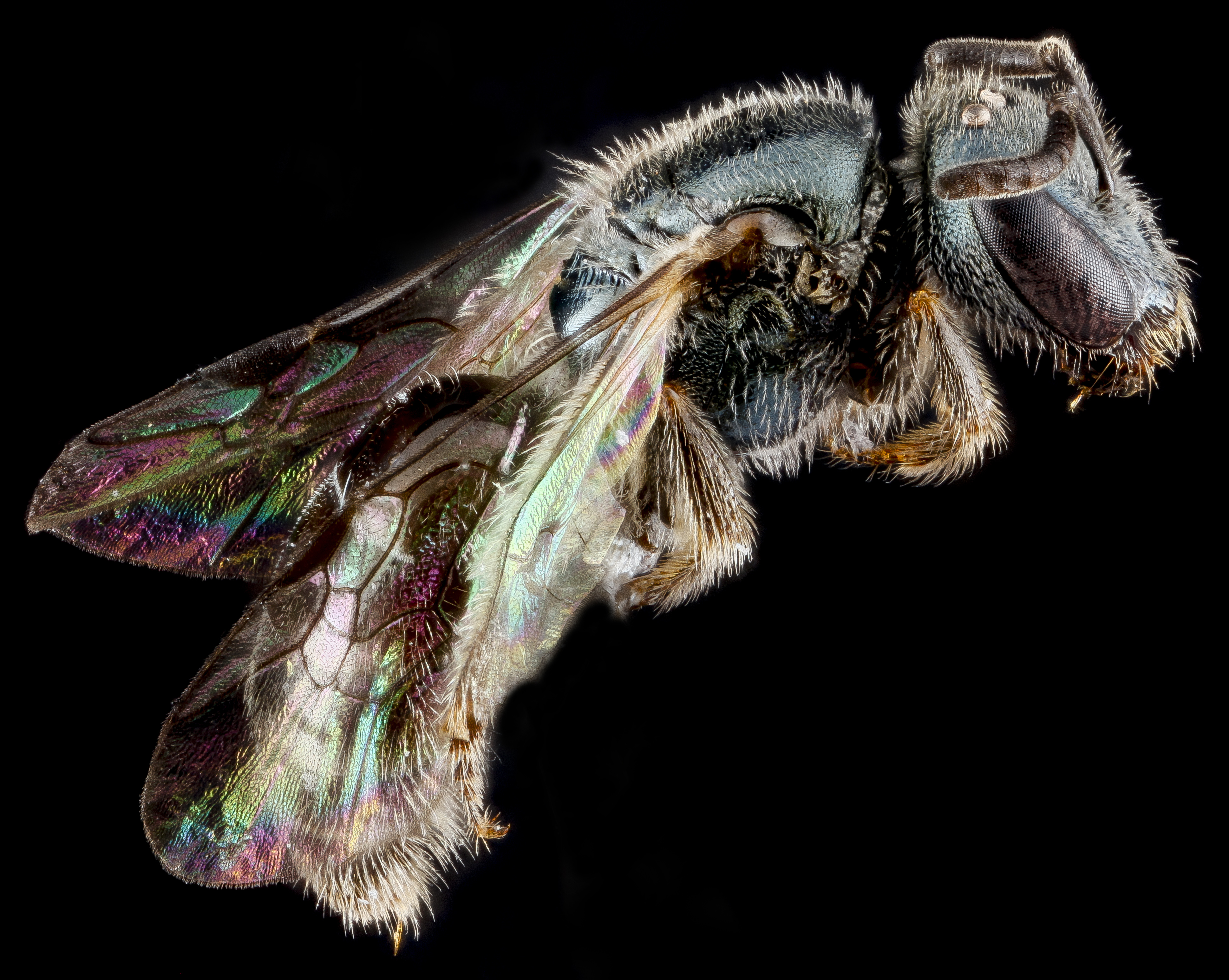